# Antithrombine
Antérieurement appelée antithrombine III (abrégé AT III), l'antithrombine est une glycoprotéine faisant partie des inhibiteurs de la coagulation. Un déficit en antithrombine prédispose aux thromboses. Son gène est SERPINC1 situé sur le chromosome 1 humain.

## Historique
Sa première description remonte à 1939.
Son déficit au cours des infections graves a été décrit dès les années 1960.

## Valeur usuelle
La valeur usuelle de l'antithrombine  dans le plasma est de 0,2  à   0,4 g·L-1.

## Le déficit en antithrombine
Il peut être héréditaire (évocateur si antécédents familiaux et/ou personnels d'accidents thromboembolique, sujet de moins de 40 ans), ou acquis dans le cadre d'une insuffisance hépatique (= baisse de synthèse), d'une CIVD (coagulation intravasculaire disséminée), d'un syndrome néphrotique (par perte urinaire d'antithrombine III, dans ce cas l'albumine est elle aussi diminuée) ou d'un traitement par œstrogène ou œstroprogestatif.

## L'antithrombine en tant que médicament
Depuis les années 1990, l'antithrombine est testée dans certaines situations de maladies graves avec des résultats restant peu convaincants.

## Cible thérapeutique
Un ARN interférent contre le gène de l'antithrombine (SERPINC1) a été développé et en cours de test dans le traitement de l'hémophilie.